# فرجينيا دوغلاس
فرجينيا دوغلاس هي عالمة نفس كندية، ولدت في 28 يناير 1927.